# Krasuha (sustav za elektronsko ratovanje)
Krasuha (rus. Красуха) je ruski mobilni zemaljski sustav za elektroničko ratovanje (EW). Sustav proizvodi korporacija KRET na različitim platformama. Primarni ciljevi Krasuhe su radioelektronika u zraku (kao što su bespilotne letjelice) i zračni sustavi vođeni radarom. Krasuha ima višestruku primjenu u ruskim oružanim snagama.

## Krasuha-2
Krasuha-2 je sustav iz S-pojasa dizajniran za ometanje zrakoplova za rano upozoravanje i kontrolu (AWACS) kao što je Boeing E-3 Sentry na udaljenostima do 250 kilometara. Krasuha-2 također može ometati druge radare u zraku, poput onih za radarski vođene projektile. Krasuha-2 štiti mobilne ciljeve visokog prioriteta kao što je 9K720 Iskander SRBM.

## Krasuha-4
Krasuha-4 je širokopojasna višenamjenska stanica za ometanje postavljena na četveroosovinsku šasiju BAZ-6910-022. On nadopunjuje sustav Krasuha-2 radeći u X-pojasu i Ku-pojasu, te se suprotstavlja radarskim zrakoplovima u zraku kao što je Joint Surveillance Target Attack Radar System (JSTAR) Northrop Grumman E-8. Krasuha-4 ima dovoljan domet da učinkovito ometa satelite u niskoj orbiti oko Zemlje i može prouzročiti trajnu štetu ciljanim radio-elektroničkim uređajima. Radari na zemlji također su meta za Krasukha-4.

## Operateri
- Rusija
  - Ruska kopnena vojska
- Alžir[5]
- Iran[6]
- Libija[7]
- Srbija[8]

## Operativna povijest
Ometači Krasukha navodno su raspoređeni kao podrška ruskim snagama u Siriji. Navodno su blokirali male američke bespilotne letjelice da prime GPS satelitske signale. Tijekom turske intervencije u sirijskom građanskom ratu kompleks je navodno uništio bespilotnu letjelicu Bayraktar uzrokujući gubitak kontrole, nakon čega se srušio.
Modeli Krasuha-4 također se koriste u ruskoj invaziji na Ukrajinu, a ukrajinske snage su zarobile jedan od ovih uređaja na polju u blizini Kijeva. Na fotografiji objavljenoj na društvenim mrežama tvrdi se da prikazuje dio sustava koji je odvojen od nosača na kamionu i pokazuje neka oštećenja. Jedinica je zatim poslana na ispitivanje u Sjedinjene Američke Države.